# 21 (film)
21 – dramat z 2008 roku wyprodukowany przez Columbia Pictures. Wyreżyserowany przez Australijczyka Roberta Luketica (Legalna blondynka). Grają w nim Jim Sturgess, Kevin Spacey, Kate Bosworth i Laurence Fishburne. Film zainspirowany został prawdziwą historią grupy studentów MIT. Jest ekranizacją bestsellera Bena Mezricha Bringing Down The House

## Fabuła
Po przyjęciu na Harvard Medical School student renomowanej uczelni Massachusetts Institute of Technology, Ben Campbell, pilnie potrzebuje dużej sumy pieniędzy na opłacenie czesnego. Wyjątkowo uzdolniony matematycznie uczeń dołącza do szkolnej drużyny blackjacka, która potajemnie jeździ do Las Vegas i metodą liczenia kart zarabia w kasynach setki tysięcy dolarów.

## Obsada
- Jim Sturgess – Ben Campbell (wyjątkowo uzdolniony matematycznie student MIT; potrzebując pieniędzy dołącza do drużyny blackjacka)
- Kevin Spacey – Mickey Rosa (profesor matematyki i przywódca drużyny blackjacka)
- Colin Angle – profesor Hanes
- Kate Bosworth – Jill Taylor (członek drużyny blackjacka)
- Laurence Fishburne – Cole Williams (agent ochrony kasyna, próbuje zniszczyć drużynę)
- Aaron Yoo – Choi (członek drużyny blackjacka)
- Liza Lapira – Kianna (członek drużyny blackjacka)
- Josh Gad – Miles Connolly
- Sam Golzari – Cam Kazazi (student MIT)
- Jacob Pitts – Fisher (członek drużyny blackjacka)
- Jack McGee – Terry
- Roger Dillingham, Jr. – szef kasyna

## Zdjęcia
Zdjęcia do filmu realizowane były na terenie amerykańskich stanów Massachusetts i Nevada.

## Ścieżka dźwiękowa

### Lista utworów
1. „You Can't Always Get What You Want” (Remix Soulwax) – The Rolling Stones (6:07)
2. „Time to Pretend” (Super Clean Version) – MGMT (4:20)
3. „Big Ideas” – LCD Soundsystem (5:41)
4. „Giant” – D. Sardy feat. Liela Mos (3:42)
5. „Always” – Amon Tobin (3:38)
6. „Young Folks” – Peter Bjorn and John (4:37)
7. „Mad Pursuit” – Junkie XL feat. Electrocute (4:16)
8. „Sister Self Doubt” – Get Shakes (4:22)
9. „I Am The Unknown” – The Aliens (5:27)
10. „Shut Up And Drive” – Rihanna (3:34)
11. „Alright” – Knivez Out (3:31)
12. „Tropical Moonlight” – Domino (3:28)
13. „Hold My Hand” – Unkle (4:58)
14. „L.S.F. (Lost Souls Forever)” – Mark Ronson featuring Kasabian (3:32)
15. „Tender Buttons” – Broadcast (2:51)